# Pedro Alonso
Pedro Alonso, född 1971 i  i Vigo, Galicien, är en spansk skådespelare.
Alonso har bland annat medverkat i filmen Awareness. Han har även medverkat i TV-serierna La casa de papel och Berlin.

## Filmografi (i urval)
- 2017–2021 – La casa de papel (TV-serie)
- 2023 – Awareness
- 2023 – Berlin (TV-serie)